# 上越市立頸城中学校
上越市立頸城中学校（じょうえつしりつくびきちゅうがっこう）は、新潟県上越市頸城区にある公立中学校。

## 概要
2009年現在、生徒数は304名、学級数は一年生が3クラス、二年生が3クラス、三年生が3クラスで計9クラス。この学校では伝統的に受け継がれる文化と規律正しい生活を送る生徒がいる。厳しい教師の下で生徒たちがノビノビと生活している。また毎朝生徒会の委員会である生活委員が玄関に立ち登校する生徒達に挨拶を交わしている。この際に「遅刻」「シャツだし」等の違反を取り締まり、その週の統計を毎週金曜の給食時の放送の際に発表している。

## 沿革

### 経緯
1980年に頸城村立大瀁中学校と頸城村立明治中学校が統合し、頸城村立頸城中学校として開校した。
設立当時はプールの設立が計画にあったが、資金不足のため中止になった。

### 年表
- 1980年4月 - 2校を統合し頸城村立頸城中学校を開校。
- 2005年4月 - 上越市との合併に伴い、上越市立頸城中学校に改称。

## 教育方針

### 教育目標
- 豊かな心をもちたくましく実践する生徒

各行事では生徒会三役を代表とする総務委員会を中心に生徒一人一人が積極的に参加し、生徒の手でイベントを作り上げている。また「イベントより日常」を合い言葉に普段の日常生活でもしっかりと学校生活を送っている。現在、文部科学省の指定により｢命の学習｣に特に力を入れて取り組んでいる。

## 部活動
- 野球部
- 陸上部
- 卓球部
- バレー部
- ソフトテニス部
- 吹奏楽部
- 文化部

## 行事
- 仲間作り活動
- 体育祭
- 音楽祭
- 親子ふれあい体験活動

## 通学区域
明治小学校、南川小学校及び大瀁小学校の通学区域

### 進学前小学校
- 上越市立明治小学校
- 上越市立南川小学校
- 上越市立大瀁小学校

## 主な卒業生
- 五十嵐仁 - 政治学者
- 市川祐樹 - プロサッカー選手